# Ponta da Fragata
Ponta da Fragata é um cabo na ilha do Sal, em Cabo Verde.  Situada-se aos pés da Serra Negra, cerca de 6 km a noroeste da vila de Santa Maria. Faz parte da reserva natural de Costa da Fragata.